# Портер (Оклахома)
Портер (англ. Porter) — місто (англ. town) в США, в окрузі Вагонер штату Оклахома. Населення — 561 особа (2020).

## Географія
Портер розташований за координатами 35°52′6″ пн. ш. 95°31′13″ зх. д. / 35.86833° пн. ш. 95.52028° зх. д. (35.868302, -95.520226).  За даними Бюро перепису населення США в 2010 році місто мало площу 1,82 км², уся площа — суходіл.

## Демографія
Згідно з переписом 2010 року, у місті мешкало 566 осіб у 224 домогосподарствах у складі 152 родин. Густота населення становила 311 особа/км².  Було 270 помешкань (148/км²).
Расовий склад населення:
| - 73,9 % — білих - 12,4 % — корінних американців - 5,8 % — чорних або афроамериканців - 0,5 % — азіатів - 1,4 % — осіб інших рас |

До двох чи більше рас належало 6,0 %. Частка іспаномовних становила 2,7 % від усіх жителів.
За віковим діапазоном населення розподілялося таким чином: 26,3 % — особи молодші 18 років, 58,0 % — особи у віці 18—64 років, 15,7 % — особи у віці 65 років та старші. Медіана віку мешканця становила 39,2 року. На 100 осіб жіночої статі у місті припадало 95,8 чоловіків;  на 100 жінок у віці від 18 років та старших — 94,9 чоловіків також старших 18 років.
Середній дохід на одне домашнє господарство  становив 48 447 доларів США (медіана — 33 594), а середній дохід на одну сім'ю — 66 413 долари (медіана — 46 563). Медіана доходів становила 40 250 доларів для чоловіків та 33 490 доларів для жінок. За межею бідності перебувало 14,7 % осіб, у тому числі 14,8 % дітей у віці до 18 років та 2,0 % осіб у віці 65 років та старших.
Цивільне працевлаштоване населення становило 231 осіб. Основні галузі зайнятості: виробництво — 21,6 %, публічна адміністрація — 19,0 %, освіта, охорона здоров'я та соціальна допомога — 13,9 %, будівництво — 10,0 %.